# Animal (Trey Songz)
Animal è un brano musicale del cantante statunitense Trey Songz pubblicato il 17 marzo del 2017 come terzo singolo d'anticipazione dell'album Tremaine.

## Video musicale
Il videoclip del brano presenta temi libidici, dove dominano stanze specchiate e varie posizioni promiscue. Nel video Songz è circondato da un gruppo di donne scarsamente vestite che gli ballano intorno, durante un gioco di strip poker e altre attività lascive.

## Classifiche
| Classifica (2017) | Posizione massima |
| ----------------- | ----------------- |
| Stati Uniti       | 60                |
| Stati Uniti (R&B) | 19                |